# Stor-Östjärnen
Stor-Östjärnen är en sjö i Bräcke kommun i Jämtland och ingår i Ljungans huvudavrinningsområde. Sjön har en area på 0,257 kvadratkilometer och ligger 442 meter över havet. Sjön avvattnas av vattendraget Åsbäcken.

## Delavrinningsområde
Stor-Östjärnen ingår i det delavrinningsområde (698876-150321) som SMHI kallar för Utloppet av Stor-Östtjärnen. Medelhöjden är 462 meter över havet och ytan är 3,61 kvadratkilometer. Det finns inga avrinningsområden uppströms utan avrinningsområdet är högsta punkten. Åsbäcken som avvattnar avrinningsområdet har biflödesordning 5, vilket innebär att vattnet flödar genom totalt 5 vattendrag innan det når havet efter 169 kilometer. Avrinningsområdet består mestadels av skog (90 procent). Avrinningsområdet har 0,26 kvadratkilometer vattenytor vilket ger det en sjöprocent på 7,1 procent.